# ريان كوتور
ريان كوتور (بالإنجليزية: Ryan Couture) هو فنان قتال مختلط أمريكي، ولد في 27 أغسطس 1982 في إدموندز في الولايات المتحدة.

## وصلات خارجية
- ريان كوتور على موقع يو إف سي (الإنجليزية)
- ريان كوتور على موقع بيلاتور (الإنجليزية)
- ريان كوتور على موقع شيردوغ (الإنجليزية)
- ريان كوتور على موقع IMDb (الإنجليزية)